# Walter Lini
Walter Hadye Lini, né en 1942 et mort le 21 février 1999 à Port-Vila, est un prêtre anglican et homme d'État vanuatais, considéré comme le père de l'indépendance du pays. Il est Premier ministre de 1980 à 1991.

## Biographie
Sous le condominium franco-britannique, Walter Lini fonde en 1972 le Vanua'aku Pati, parti anglophone et socialiste, en accord avec sa pensée socialiste mélanésienne.
Le 14 novembre 1979, le Vanua'aku Pati, soupçonné par certains de fraudes électorales[réf. nécessaire], gagne les législatives et Lini devient chef du gouvernement le 29. L'indépendance nationale est proclamée le 30 juillet 1980 et Lini devient le premier Premier ministre du pays.
Tout au long de son mandat, Lini se heurte aux anciennes métropoles qui voient d'un mauvais œil ses liens avec la Libye et le bloc communiste (il observe toutefois un strict non-alignement) ; sa répression de l'opposition ; son engagement indépendantiste (et en particulier son soutien logistique aux indépendantistes kanaks voisins de la Nouvelle-Calédonie) et aussi son opposition farouche aux essais nucléaires français dans le Pacifique Sud.
Son parti se déchire en deux factions en 1991, l'une conduite par Lini, l'autre par Sethy John Regenvanu. Le 6 septembre, ses opposants emmenés par Donald Kalpokas font adopter au Parlement une motion de censure pour abus de pouvoir par 24 voix contre 21. Le 2 décembre suivant, le Vanua'aku Pati perd les élections législatives et Maxime Carlot, membre de l'Union des partis modérés, est élu au poste de Premier ministre.
Sa sœur Hilda Lini et son frère Ham Lini sont aussi des personnalités politiques de Vanuatu.